# توبلیه پری خرپلیه
توبلیه پری خرپلیه (اسلوونیایی: Tublje pri Hrpeljah) یک منطقهٔ مسکونی در اسلوونی است که در Slovenian Littoral واقع شده‌است.

## خصوصیات
توبلیه پری خرپلیه ۳٫۸۲ کیلومترمربع مساحت و ۱۳۷ نفر جمعیت دارد و ۵۰۱٫۴ متر بالاتر از سطح دریا واقع شده‌است.